# Bakar

Bakar, (en húngaro Bukkari, en italiano Buccari, en turco Bakır, 'cobre') es una ciudad del condado de Primorje-Gorski Kotar en el oeste de Croacia. Bakar es la palabra croata para designar al cobre.
Bakar es un puerto de mercancías, conocido por su complejo industrial que incluía una fábrica de coque, muy contaminante. Esta factoría fue cerrada en 1995, reduciéndose considerablemente los niveles de polución.

## Demografía
En el censo 2011 el total de población de la ciudad fue de 8 279 habitantes, distribuidos en las siguientes localidades:
- Bakar -  1 473
- Hreljin - 2 206
- Krasica - 1 353
- Kukuljanovo - 905
- Plosna - 44
- Ponikve - 45
- Praputnjak - 593
- Škrljevo - 1 344
- Zlobin - 316

| Gráfica de población de Bakar 1857-2011                             |
|                                                                     |
| Según los censos de población de la oficina estadística de Croacia. |

## Escudo de armas
En 1799, la emperatriz María Teresa I de Austria concedió a Bakar de escudo de armas y privilegios ciudadanos. El escudo de armas, al estilo de la época, estaba enmarcado por un cartuchos con grandes paisajes y decoración que rodeaban el escudo dentro de una inscripción circular.
El escudo muestra un ajedrezado en su parte superior, tres castillos locales, y una ancla negra en la parte inferior. El ajedrezado superior es rojo y blanco, el cielo azul oscuro, hierba verde y castillos de piedra están en medio y el fondo de la parte inferior es naranja.

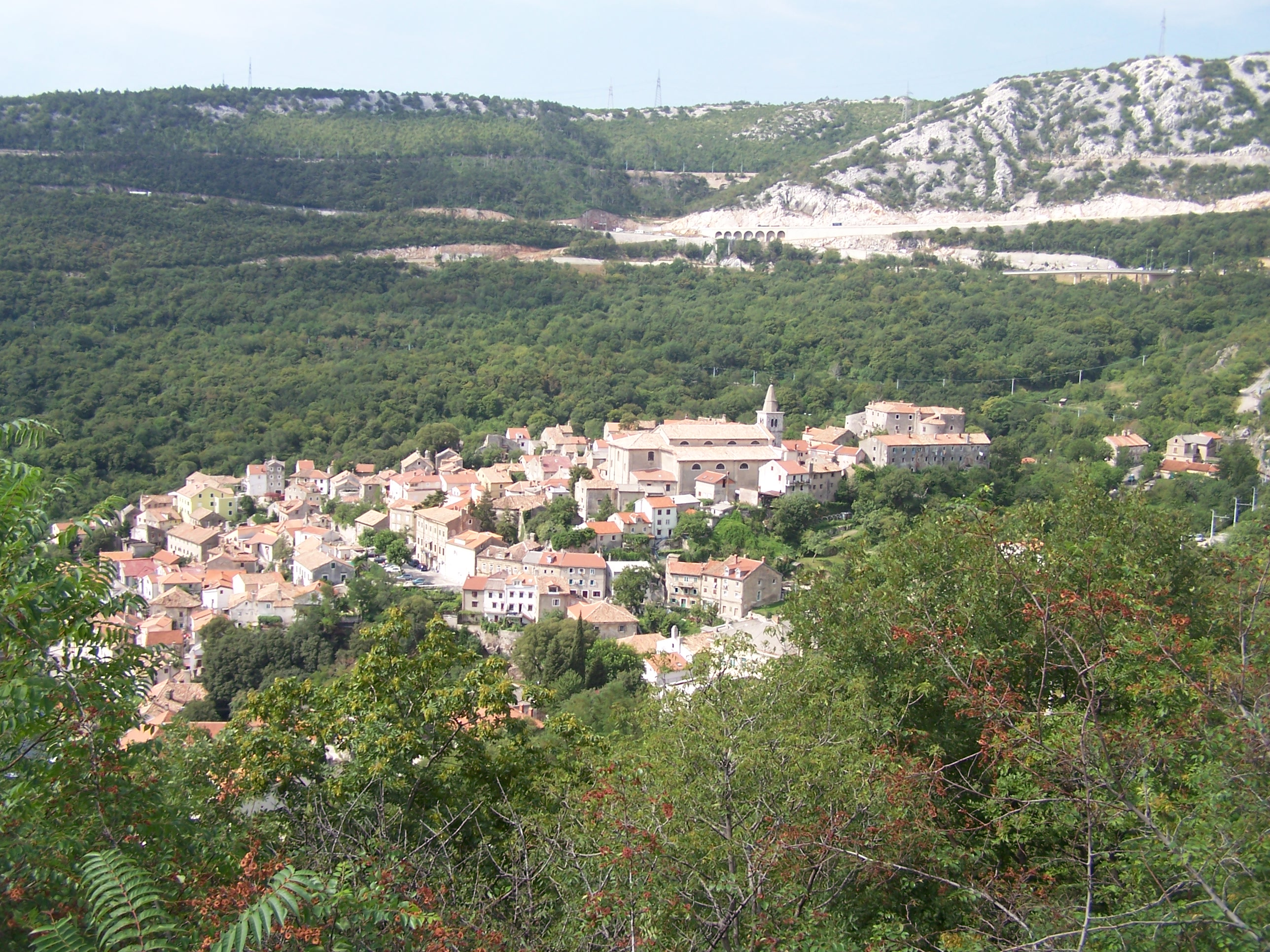
Colina de Bakar, Croacia.

## Edificios característicos
- Casa turca: construida por un arquitecto desconocido, posiblemente en el siglo XIV, recuerda a la arquitectura otomana. Después de su reconstrucción en 1965 es la sede de un estudio artístico.
- Casa romana: Antiguo monasterio del siglo XVIII.
- Iglesia parroquial de San Andrés Apóstol: construida originalmente en el siglo XII, fue destruida por un terremoto en 1323. Durante la Edad Media, las clases adineradas usaron sus catacumbas para esconderse de la plaga de peste bubónica que azotó la ciudad. Es la tercera iglesia barroca más grande de Croacia.
- Kaštel (Castillo): fue construido en el siglo XVI por el emperador Fernando I de Habsburgo para servir de protección contra los turcos. Tiene tres cocinas, dos mazmorras, la pequeña capilla de San Miguel y muchas otras dependencias.

## Curiosidades
En 1972, el director cinematográfico Radley Metzger rodó aquí su película Score.